# Martina Schultze
Martina Schultze, née le 12 septembre 1990, est une athlète allemande, spécialiste du saut à la perche.

## Biographie
Elle remporte les championnats d'Europe juniors de 2005, à Novi Sad en Serbie, avec un saut à 4,20 m
En 2013, elle se classe deuxième des Universiades d'été à Kazan, derrière la Russe Anastasia Savchenko, en établissant un nouveau record personnel à 4,40 m. 

## Palmarès
| Date | Compétition                   | Lieu     | Résultat | Marque |
| ---- | ----------------------------- | -------- | -------- | ------ |
| 2009 | Championnats d'Europe juniors | Novi Sad | 1re      | 4,20 m |
| 2013 | Universiade                   | Kazan    | 2e       | 4,40 m |

### Records
| Épreuve          | Épreuve   | Performance | Lieu       | Date            |
| ---------------- | --------- | ----------- | ---------- | --------------- |
| Saut à la perche | Plein air | 4,50 m      | Besigheim  | 24 juillet 2013 |
| Saut à la perche | Salle     | 4,45 m      | Blacksburg | 22 février 2013 |